# ASCA
ASCA (англ. Artillery Systems Cooperation Activities) — багатонаціональна програма з розробки оперативного інтерфейсу, що забезпечує функціональну сумісність артилерійських систем С2 різних країн з метою забезпечення цілевказування та вогневого ураження під загальним командуванням.
Спільний технічний інтерфейс ASCA дозволяє артилерії взаємодіяти у реальному часі під час бойових стрільб через національні системи управління артилерійським вогнем.
Станом на середину 2018 р. меморандум щодо взаєморозуміння (MOU) в рамках цієї програми підписали 9 країн (Франція, Італія, Туреччина, США, Німеччина, Велика Британія, Данія, Нідерланди, Норвегія), ще 18 країн беруть участь у програмі в рамках різних домовленостей (спостерігачі (Канада, Латвія, Литва, Угорщина, Фінляндія, Швеція), зацікавлені країни (Кувейт, Об'єднані Арабські Емірати, Йорданія, Австрія, Болгарія, Естонія, Польща, Португалія, Румунія, Чехія) та країни, що беруть участь за підтримки спонсорів (Іспанія, спонсором якої є США, та Бельгія (спонсор — Німеччина)).

## Організаційна структура
Організаційна структура для реалізації програми ASCA передбачає в якості керівного органа Комітет з взаємосумісності (Interoperability Committee), який засідає 1 раз на рік разом з одною з сесій підкомітетів, що проводяться тричі на рік (оперативний підкомітет (Operational Subcommittee) та технічний підкомітет (Technical Subcommittee)). Кожна сесія підкомітетів триває 6- 7 днів. Обом підкомітетам підпорядковані робоча група з випробувань та оцінки (Test and Evaluation Working Party) та робоча група з політики безпеки (тимчасова) (Security Policy Working Party).

## Основні сфери діяльності ASCA

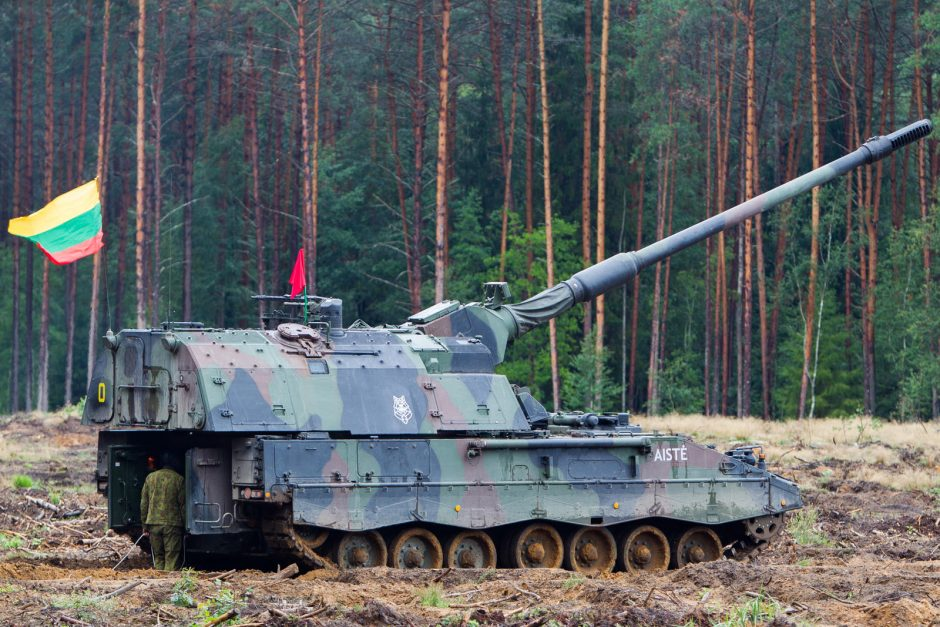

Ключовими доменами функціональної сумісності в ASCA вважаються вогневі місії та їх планування, розгортання вогневих підрозділів і розвідка цілей, заходи з координації вогневої підтримки і засобів управління повітряним простором, розгортання радіолокаційних систем та підтримка місій БПЛА, функції вогневої підтримки за запитом.
Відпрацювання нових версій інтерфейсу ASCA та перевірка взаємосумісності артилерійських систем на його основі здійснюється в рамках щорічних навчань НАТО Dynamic Front.
Експерти ASCA тісно взаємодіють з Інтегрованою групою НАТО з розвитку спроможностей ведення вогню з закритих позицій ICG IF, що є одною з груп 2-го рівня у складі NAAG (Групи НАТО з питань озброєнь сухопутних військ (AC/225)) CNAD (Конференції національних директорів озброєнь).